# Choristhemis flavoterminata
Choristhemis flavoterminata là loài chuồn chuồn trong họ Synthemistidae. Loài này được Martin mô tả khoa học đầu tiên năm 1901.

## Hình ảnh

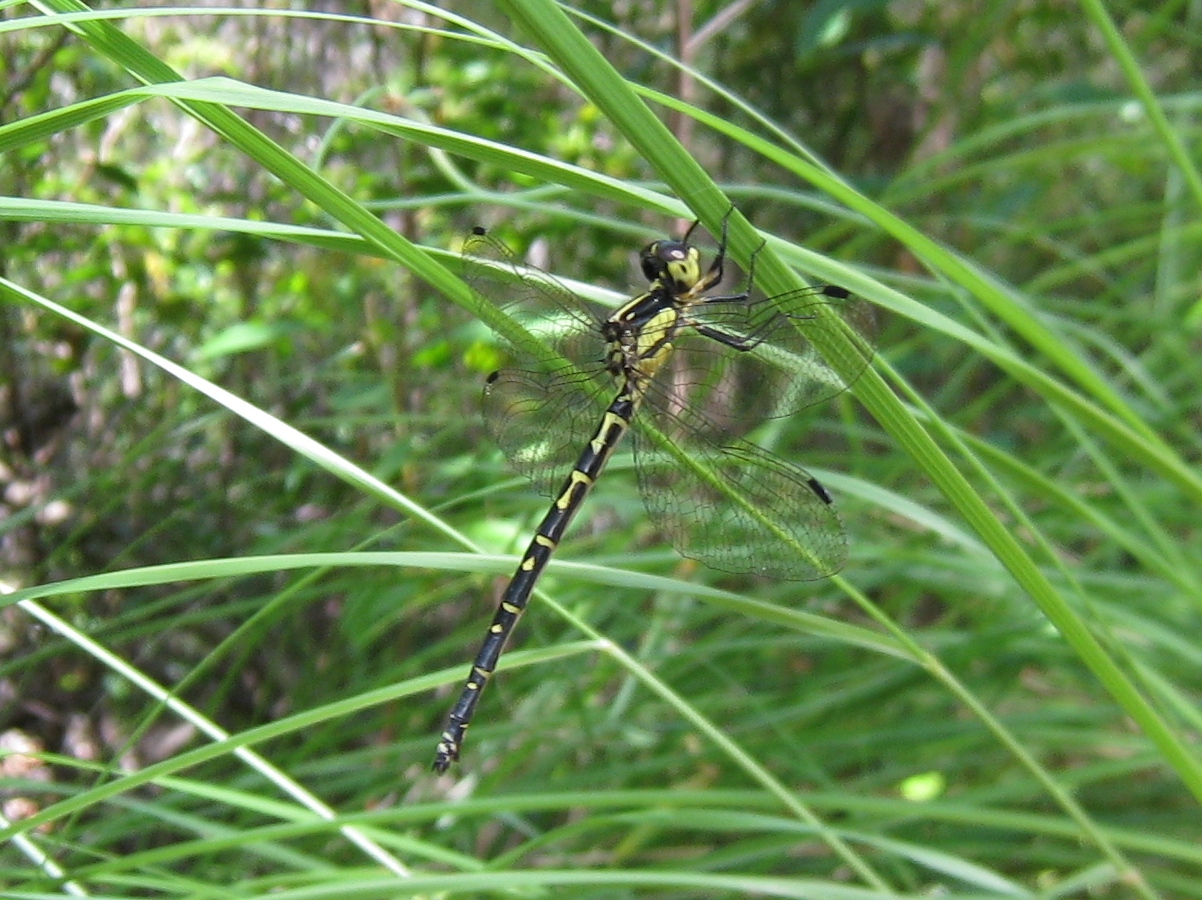